# White Hart Lane
White Hart Lane, često zvan i The Lane bio je  nogometni stadion u Londonu na kojem je igrao Tottenham Hotspur do 2017. godine, nakon čega ga je zamijenio Tottenham Hotspur Stadium. Ukupan kapacitet stadiona je bio 36.244 mjesta.   
Stadion je otvoren 1899. Prvoj Tottenhamovoj utakmicu na njemu, pobjedi rezultatom 4-1 protiv Notts Countyja, prisustvovalo je 5,000 gledatelja. Najviše gledatelja, čak 75,038 bilo je 5. ožujka 1938. na utakmici FA kupa protiv Sunderlanda. U listopadu 2008., klub je objavio da planira izgraditi novi stadion, kapaciteta 60,000 sjedećih mjesta u neposrednoj blizini White Hart Lanea.

## Vanjske poveznice
- Tottenhamova službena stranica